# محمد بن أحمد المحضار
محمد بن أحمد المحضار (1280 - 1344 هـ) إمام وأديب من أشهر المشهورين من العلماء والرؤساء الدينيين والزعماء الاجتماعيين في جزيرة جاوة. له تأثير في جماهير الناس بحسن دعوته وغيرته على الإسلام، وله يد طولى في إقامة الجمعيات الخيرية والمساجد والمدارس. وكانت له مكانة ومقام ونفوذ عام لدى جميع أفراد الشعب المسلم في جاوة، ولدى الأمراء الجاويين والجاليات العربية والهندية وغيرها.

## نسبه
محمد بن أحمد بن محمد بن علوي بن محمد بن طالب بن علي بن جعفر بن أبي بكر بن عمر المحضار بن الشيخ أبي بكر بن سالم بن عبد الله بن عبد الرحمن بن عبد الله بن عبد الرحمن السقاف بن محمد مولى الدويلة بن علي بن علوي الغيور بن الفقيه المقدم محمد بن علي بن محمد صاحب مرباط بن علي خالع قسم بن علوي بن محمد بن علوي بن عبيد الله بن أحمد المهاجر بن عيسى بن محمد النقيب بن علي العريضي بن جعفر الصادق بن محمد الباقر بن علي زين العابدين بن الحسين السبط بن علي بن أبي طالب، وعلي زوج فاطمة بنت محمد.
فهو الحفيد 35 لرسول الله محمد في سلسلة نسبه.

## مولده ونشأته
ولد بالجبيل من قرى دوعن في حضرموت شهر رجب سنة 1280 هـ، وتربى في حجر والده أحمد بن محمد المحضار وقرأ عليه وتخرج به كما أنه تهذب بأخيه حامد وخدمه. ثم ذهب إلى مختلف البلدان وتتلمذ على علماء زمانه وأئمة عصره في القرين والخريبة وحريضة وسيئون وتريم. واستدام في خدمة أبيه وتبعيته وملازمته بآدابه إلى أن وافت المنية والده سنة 1304 هـ فخلف أباه في القيام بمقامه مشاركة مع أخيه الأكبر حامد بن أحمد المحضار.

## هجرته إلى جاوة
وبعد ظهوره في مقام أبيه ومنصبه ومظهره انفجر صيته وبعُد ذكره وشهرته أيام الأعياد والدواعي بالقويرة وغيرها، وتصدر الجلوس في القبة والمسجد وفي الاجتماعات المحلية. وفي غمرة من الزمان أخذته فكرة مبارحة الديار الوطنية فسافر إلى سنغافورة وجاوة فاستقبلته الجماهير والتف حوله طلاب الخير وغيرهم، ثم عاد إلى بلاده فاستقبل أعظم استقبال، ولما اطمأنت الأحوال توجه أخوه حامد إلى الحرمين الشريفين، فلما عاد الأخ عام 1308 هـ توجه محمد إلى الهند بحيدر أباد، ضيفا على السلطان عوض بن عمر القعيطي. وفي المدة التي قضاها بالهند كان موضع الحفاوة والإجلال والإكرام كمعتقد عظيم، وازدحم عليه الناس من شتى الجنسيات، ومن مختلف الطبقات، حتى ضاق ذرعا بالدعوات التكريمية والولائم المتتابعة في بيوت السلاطين والأمراء وقرر الذهاب إلى البقاع الجاوية، وفي بلدة بندواسة بجاوة الشرقية كان الاستيطان العمر كله، وكان منزله مأوى الأضياف ومقصد الوافدين، وكان مجلسه اليومي لعموم الناس في الضحى والمساء حيث يحتشد لهما الجمع الغفير وتكون القراءة غالبا في الحديث والتصوف والسير وكتب السلف والخلف من العلويين وغير العلويين بقراءة أحد أولاده أو غيرهم سواء في بندواسة أو في خارجها أثناء أسفاره إلى سورابايا وبتاوي وبوقور وإلى هنا وهناك فضلا عن دروسه الخاصة في علوم شتى لأبنائه وغيرهم.

## شيوخه
أخذ عن كبار شيوخ عصره بحضرموت وجاوة يربون على الثلاثين منهم:
| - والده أحمد بن محمد المحضار - أحمد بن حسن العطاس - أحمد بن عبد الله البار | - طاهر بن عمر الحداد - عيدروس بن عمر الحبشي - علي بن محمد الحبشي | - عبد الرحمن بن محمد المشهور - عبد الله بن محسن العطاس - أحمد بن طه السقاف | - عبد القادر بن عيدروس السقاف - محمد بن عيدروس الحبشي - أحمد بن عبد الله العطاس |

## تلاميذه
وكان له تلاميذ ومريدين كثر منهم:
| - ابنه عبد الله بن محمد المحضار - ابنه علوي بن محمد المحضار - ابن أخيه عبد الله بن هادون المحضار - علوي بن سقاف السقاف | - علي بن عبد الرحمن الحبشي - أبو بكر بن محمد السقاف - عمر بن عيدروس العيدروس - سالم بن حفيظ ابن الشيخ أبي بكر بن سالم | - علوي بن محمد الحداد - عبد الله بن طاهر الحداد - عمر بن محمد السقاف - جعفر بن أحمد العيدروس | - علوي بن طاهر الحداد - عبد الله بن محمد السقاف - عبد الرحمن بن عبيد الله السقاف - عبد الله بن حسن بلفقيه |

## مآثره
كان باذلا جهده في الإصلاح بين الناس، حاثا الأثرياء على الأعمال الخيرية، وكم كان بسعيه عمرت مدارس وديار أيتام ومساجد وغيرها. منها المدرسة الخيرية بسورابايا، ودار الأيتام ومدرسة جمعية خير بجاكرتا، وجمعية ومدرسة الفلاح التي أنشأها سنة 1332 هـ ببندواسة. ولديه مكتبة تحوي مئات من الكتب الخطية والمطبوعة في مختلف العلوم والفنون، ومن تهاميشه على كثير منها في الفقه والحديث والتفسير والتصوف والسير والنحو والأدب والشعر، ومجموع وصايا وإجازات ومكاتبات في أربع مجلدات ضخمة. ومن آثاره العمرانية: مسجد كبير في مدينة فمالانغ، ومسجد في مدينة بندواسة، ومسجد في بلدة كاليسات، ومسجد في مدينة سيتوبندو، ومسجد في بلدة براني، ومسجد في بلدة كليران.

## من شعره
له ديوان ضخم فيه القريض والحميني وفيه مقايضات ومدائح وصوفيات ومراثي وبه تخاميس لكثير من قصائد عبد الله بن علوي الحداد. فمن قصيدة يقول:

## وفاته
وفي أواخر حياته إذا بألم في مؤخر رأسه يطول أمده وتزداد شدته، ونزولا على إلحاح المقربين في إجراء عملية جراحية بمدينة سورابايا ثبت للأطباء أثناء فتح جمجمته بدون مخدر إلى نهاية العملية التي كانت بها القاضية قريب منتصف ليلة الثلاثاء في العشرين من شهر شوال سنة 1344 هـ، وفي عصر الثلاثاء كان تشييعه في مشهد عظيم قدّره بعضهم بخمسة عشر ألف نسمة متقاطرين من جهات سورابايا الأربع، وفي مسجد عمفيل عقب الصلاة عليه سارت به الجموع المتزاحمة إلى مدفنه بقبة السادة آل الحبشي حيث مدفن صديقه محمد بن عيدروس الحبشي، وقد رثاه جمع من العلماء والشعراء والأدباء.